# EPSXe
ePSXe (acronimo di enhanced PSX emulator) è un programma freeware per emulare, su PC, la console Sony PlayStation. Il programma usa dei plug-in per emulare la scheda grafica, la scheda audio e le funzioni del lettore CD.

## Storia
Per almeno sei mesi l'emulatore fu sviluppato in segreto: il progetto venne portato avanti da quattro sviluppatori noti con gli pseudonimi di Calb, _Demo_,Galtor. Quando ePSXe fu distribuito, il 14 ottobre 2000, esso rappresentò un enorme passo in avanti nell'emulazione della PlayStation: già al suo debutto vantava maggiore compatibilità e velocità rispetto ad altri emulatori disponibili.
Il 5 agosto 2003 fu distribuita la versione 1.6.0 e da allora il progetto entrò in uno stato di apparente ibernazione. Dopo alcuni anni senza notizie né nuove release, voci su internet sostennero che gli sviluppatori di ePSXe avessero perso il suo codice sorgente in un hard disk danneggiato. Invece, il 5 aprile 2008, aggiornando le news, essi annunciavano che già nell'estate 2007 avevano deciso di continuare lo sviluppo di ePSXe, incoraggiati dal supporto degli utenti. Tutti i dubbi così furono fugati e l'attesa riprese.
La versione 1.7.0 di ePSXe è uscita il 24 maggio 2008, portando con sé numerose novità e colmando molti dei bug della versione 1.6.0 che la rendevano poco usata a favore della vecchia 1.5.2. A differenza della precedente 1.6.0, questa versione è stata pubblicata solo per Windows. Dopo ben 4 anni, ePSXe è stato aggiornato alla versione 1.8.0, introducendo numerosi miglioramenti e caratteristiche, come la possibilità di cambiare memory card "al volo". Il 3 agosto 2013 è stata distribuita la versione 1.9.0 che si limita a risolvere alcuni problemi e ad aggiornare il core dell'emulatore. Il 27 gennaio 2015 è uscita la release 1.9.25 ed è disponibile sia per Microsoft Windows che per Linux. A giugno 2016 è uscita la release 2.0.5 disponibile per Windows, Linux e MacOS, e la 2.0.6 per Android.

## Design
Come molti dei moderni emulatori, ePSXe richiede alcuni plug-in per emulare la scheda grafica, la scheda audio e le funzioni del Lettore CD, un requisito che venne stabilito da PSEmu Pro. ePSXe richiede anche un file del BIOS, prelevato da una PlayStation. Questo serve per evitare problemi legali; in questo caso il copyright è infranto nello scaricare il BIOS della Sony.
Diversamente da alcuni emulatori, ePSXe non può emulare tramite un linguaggio di alto livello il BIOS.
ePSXe può leggere CD e può montare molti tipi di file immagine CD direttamente dall'hard disk dell'utente. Con alcune eccezioni, è capace di emulare quasi senza difetti molti giochi per Playstation. Nelle ultime versioni di ePSXe, c'è la possibilità di usare patch ppf per eseguire giochi protetti dalla copia e con dei difetti che ne impediscono la riproduzione su un emulatore.

## Plug-in[2]
- Scheda grafica: molti dei plug-in che usano Direct3D, OpenGL, o Glide, sono freeware o open source.
- Scheda audio: ce n'è uno integrato.
- CD-ROM: ePSXe ha un plug-in per CD-ROM integrato, ma molti altri sono disponibili.
- Input: il plug-in integrato è sufficiente, ma ce ne sono altri che abilitano altre funzionalità. È possibile utilizzare i controller originali con un adattatore e le periferiche di gioco fatte appositamente per PC. Anche il Force Feedback può essere emulato.
- Miscellanea: altri plug-in aggiungono funzionalità al software stesso, come il gioco in rete.